# Román művészet
A román művészet mint a román kultúra része, két fő kategóriára osztható, a népi kultúrához (a folklórhoz) tartozó népművészetre és a nem népi kultúrához kötődő művészetre.
A történelmi körülmények úgy hozták, hogy sokáig a románoknak csak fejlett népművészetük volt. Ez a 18. század felé, tehát az újkorban fejlődésnek indult nem népi művészet gyökereit képezte, mely jelentős nyugat-európai hatás alatt bontakozott ki. Például az irodalommal kapcsolatban megállapítható, hogy esetében a folklór ugyanúgy szolgált alapul, mint más irodalmak esetében az újkorig létező művelt irodalom, ezért a román irodalmat mélyen áthatja a népi alkotás szelleme.

## Népművészet
A népművészet legjelentősebb része a falusi folklór keretében nyilvánul meg, de megvan a városi folklórban is, melyet meglehetősen erős szálak fűznek a falusihoz.
A román népművészet leginkább a használati tárgyak (viselet, kerámia, növényi anyagokból font tárgyak, szőttesek) alakjában és díszítéseiben, valamint a falusi hagyományos építészetben, a népzenében, a néptáncban, a népköltészetben és a népi prózában nyilvánul meg. A zenét, a táncot és a költészetet népszokások keretében vagy azokon kívül gyakorolják.
A 19. század második felében beinduló modernizáció folyamatosan, és a 21. századra gyökeresen megváltoztatta a román társadalmat, aminek következménye többek között a népművészet sorvadásnak indulása is volt, azaz csaknem teljesen elveszítette eredeti funkcióit, és megváltozott. Az, ami megmaradt belőle vagy az, amivé vált, inkább a nem népi művészethez hasonlít abban az értelemben, hogy az emberek többsége nem gyakorolja, hanem nézőként vagy/és hallgatóként talál benne esztétikai élvezetet vagy szórakozást. Szakemberek megállapítják, hogy a népművészet szórakoztató, a divatnak alárendelt „fogyasztási cikk” lett.

### Irodalom

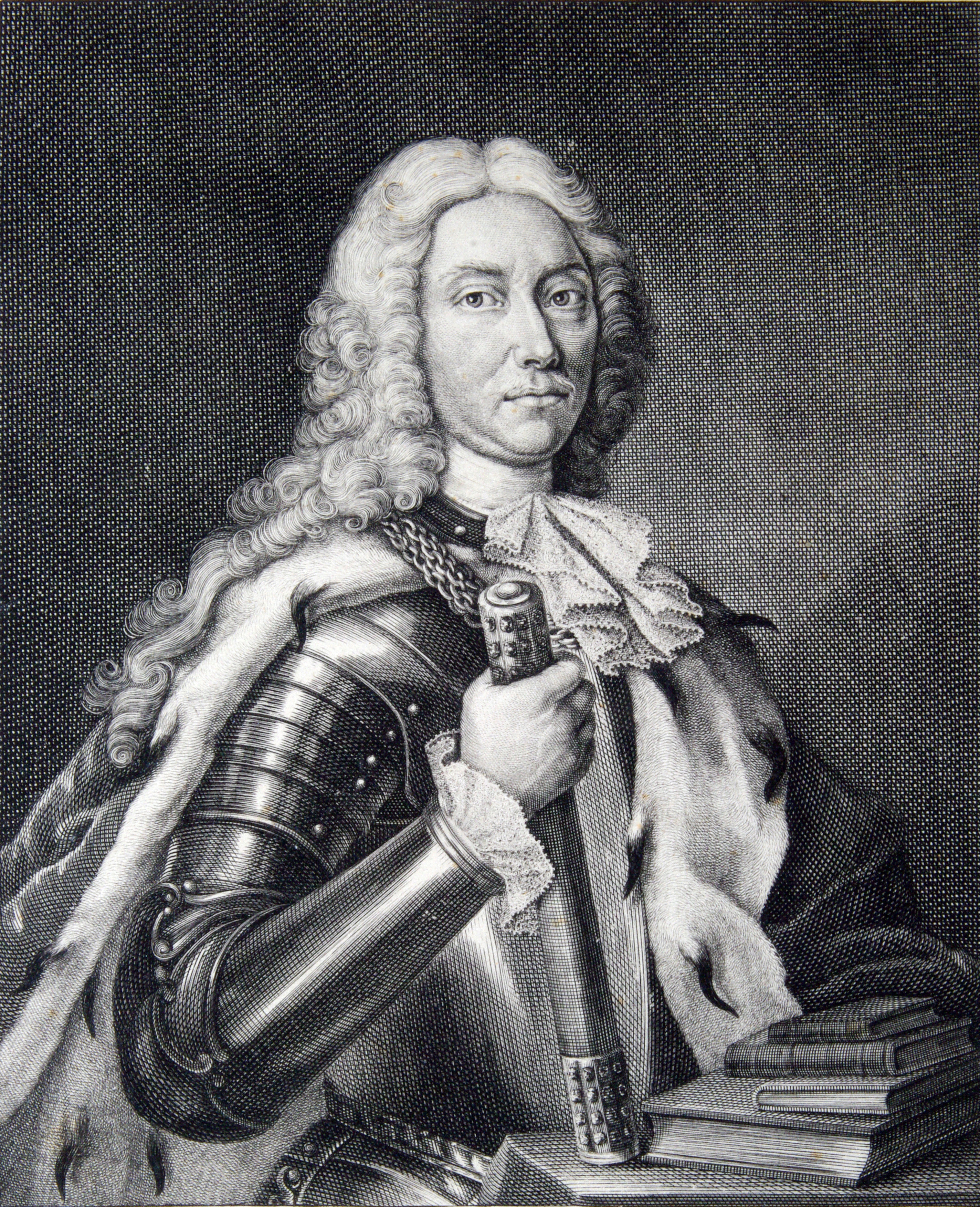
Dimitrie Cantemir

## Nem népi művészet

### Szépirodalom
Az első román nyelvű szépirodalmi alkotások verses részletekként jelentek meg például Miron Costin krónikájában, majd Dosoftei  moldvai metropolita költemény alakú zsoltárfordításaiban.
Az első jelentős román szépirodalmi művet, a Țiganiada (Cigányiász) című vígeposzt Ioan Budai-Deleanu írta a 19. század elején. E század első felében több nyugati műveltségű és klasszicista ihletettségű költő jelent meg, akik közül a legtehetségesebb Iancu Văcărescu  volt. A romantika is hatott a kor költészetére. Ennek kiemelkedő példája Ion Heliade-Rădulescu Zburătorul című költeménye. Címét egy, a népi mitológiából vett fantasztikus lény neve (szó szerint „Repülő”) adja, aki álmukban a fiatal lányokat kínozza.
1844-ben megjelent az első román irodalmi folyóirat, a Dacia literară, amelyet Mihail Kogălniceanu hozott létre. Érdeme régebbi fontos művek kiadása, és irodalmi kritikusként folytatott tevékenysége, mellyel a jó minőségű eredeti művek alkotására buzdított.
Ebben az időszakban kezdtek színdarabokat is írni és előadni. Elsőként emelkedett ki Costache Faca, a Comodia vremii (Korszakunk komédiája) című darabjával. Bár a francia Molière eszközeivel élt, a nyugatiasodással együtt az ez ellen megjelent irányzat képviselője volt.
Ugyancsak a 19. század első felében jelent meg a román széppróza is, Constantin Negruzzi műveivel, melyek közül az Alexandru Lăpușneanu történelmi novellája emelkedik ki pozitív romantikájával. A hátborzongató és egzotikus romantikának is van képviselője Dimitrie Bolintineanu  személyében, az ő Mihnea și baba (Mihnea és az öregasszony) költeményével.
Az első nagy költőnek tekintett személyiség Vasile Alecsandri volt. Ő már a 19. század csaknem végéig írta nagy számú műveit. Népköltészeti alkotásokat gyűjtött és adott ki, felhívta a figyelmet értékükre, és ihletett merített belőlük saját versei számára. Három vígjátékát, melyek fő személye Chirița, egy franciamániás bojárné, a 21. században is játsszák.
A 19. század második felének prózáját Alexandru Odobescu  képviseli jól történelmi novelláival, és Nicolae Filimon, az első román regény, Ciocoii vechi și noi (Régi és új urak) írója. A műnek a népies regényre jellemző moralizáló jellege van, és ugyanakkor a társadalmi felkapaszkodás témájával Stendhal Vörös és feketéjére emlékeztet.

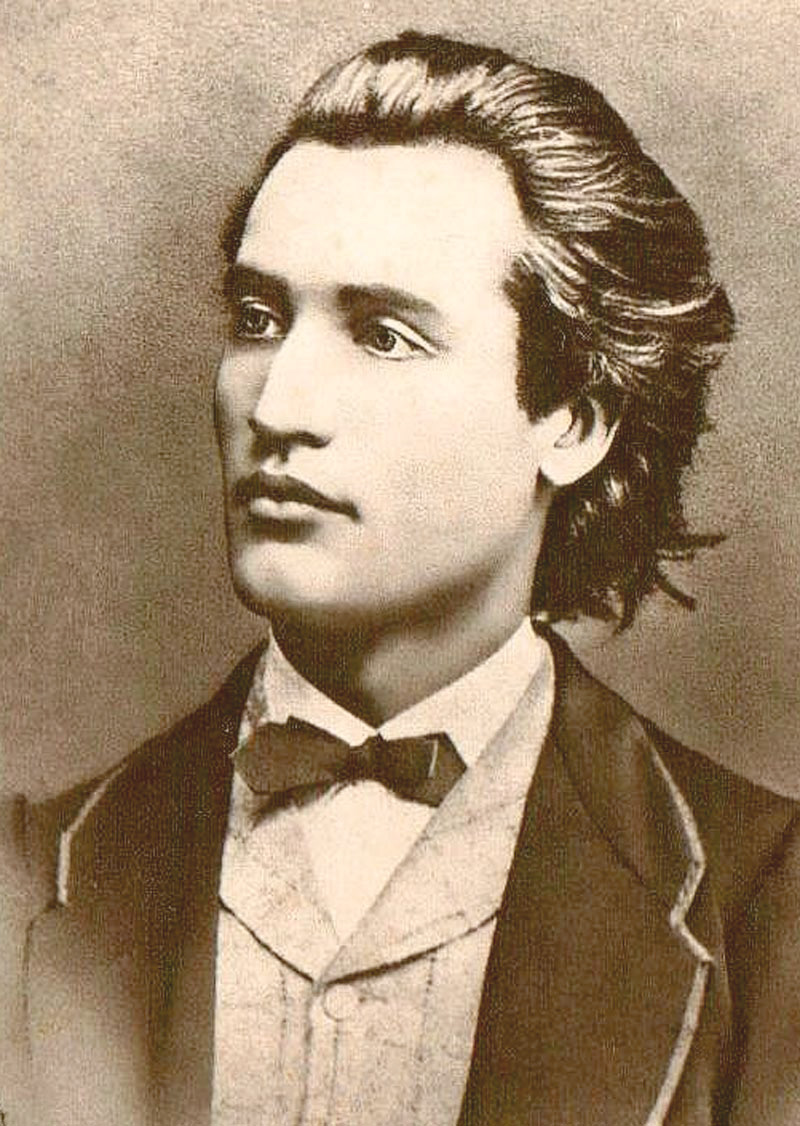
Mihai Eminescu

A modern román irodalom kifejlődésében nagy szerepe volt a Titu Maiorescu irodalmi kritikus által Jászvásáron, 1863-ban megalapított Junimea (Ifjúság) irodalmi körnek. Ez kiadta a Convorbiri literare (Irodalmi beszélgetések) című folyóiratot. Ha addig inkább bojárok közül kerültek ki az írók, a Junimeaból nőttek ki a kor legnagyobb íróinak tekintettek, akik alsóbb társadalmi rétegekből származtak. Egyikük Mihai Eminescu, a legismertebb román költő, akit a kései romantika világviszonylatban is nagy képviselőjének tekintenek, szerelmi lírája és filozófiai témájú költeményei révén.
A moldvai parasztcsaládból származó Ion Creangăt Amintiri din copilărie (Gyermekkorom emlékei) című önéletírása, népmesék átírásai és elbeszélések tették híressé prózába bújtatott dramaturgiai tehetsége, humora és színes nyelvezete révén.
Ion Luca Caragiale a harmadik, a román irodalomtörténet által nagy klasszikusnak nevezett író, aki szintén a Convorbiri literareban közölte első művét. Karcolataiban és vígjátékaiban, melyek közül a legismertebb az O scrisoare pierdută (Az elveszett levél), különböző társadalmi rétegek szélsőséges típusait tette nevetségessé becstelenségüket, képmutatásukat, demagógiájukat vagy éppen kaotikus beszédüket figurázva ki. Azonban drámaszerkesztésének értéke egy drámában is, a Năpasta (Megtorlás) címűben is megnyilvánult.
Ioan Slavici, Arad megyéből származó író, a román próza megújítójának számít az irodalomtörténetben a Moara cu noroc (A jószerencse malma) novellájával és a Mara (Anyja lánya) regényével, melyekben realista módon írt szülőföldje környezetébe helyezett falusi konfliktusokról.
Olyan alkotókkal, mint Eminescu és Caragiale, a román irodalom felzárkózott a világirodalomhoz.
A 20. század első felében a román irodalmi élet is tükrözte Európa mindegyik ideológiai és művészeti irányzatát. Voltak baloldali, jobboldali és szélsőjobboldali irodalmi folyóiratok és írók, nacionalista és internacionalista szelleműek, tradicionalisták és modernisták.
A prózában kiemelkedett Mihail Sadoveanu falusi és kisvárosi környezetben történő novelláinak és regényeinek [pl. Baltagul (A balta)], valamint történelmi regényeinek [pl. Frații Jderi (A Nyestfiak)] elbeszélő erejével. Liviu Rebreanu Ion című regényében egyénen keresztül paraszti réteget és nemzedéket személyesített meg, a Răscoala (A lázadás) címűben eposz erejével elevenítette meg a tömeg dühének felgyülemlését és kirobbanását, Pădurea spânzuraților (Akasztottak erdeje) című regénye pedig pszichológiai mélységgel írja le egyén lelki válságát erején felüli drámai helyzettel való küzdelmében. Camil Petrescu egészen más, modern regénytípust vezetett be a román irodalomba Marcel Proust hatása alatt, Ultima noapte de dragoste, întâia noapte de război (A szerelem utolsó, a háború első éjszakája) és Patul lui Procust (Prokrusztész-ágy) című regényeivel.
A kor legjelentősebb költői George Bacovia, Tudor Arghezi, Ion Barbu és Lucian Blaga voltak. Avantgárd költészet is megjelent akkoriban. Egyik képviselője, Tristan Tzara, a dadaizmus megalapítója, egyben az első közismert Romániából származó író is, aki kivándorolt, és lemondott a román nyelven való írásról.
A második világháború után a kommunista rendszer körülményei között komolyan sérült az irodalom szabadsága, melyet az ún. szocialista realizmus dominált az 1950-es években és az 1960-as évek első felében, majd rövid szabadabb légkörű időszak után Nicolae Ceaușescu személyi kultuszának légköre fosztotta meg a szabad megnyilvánulástól. Ennek ellenére tehetséges alkotóknak sikerült értékes műveket napvilágra hozniuk. Regényírók között ilyenek voltak Marin Preda, Nicolae Breban  vagy Augustin Buzura, költők között pedig Nichita Stănescu  vagy Marin Sorescu.

## Színjátszás
Román nyelven először 1816-ban játszottak színdarabot Jászvásáron. Műkedvelő nemesek adták elő egy nemesi házban rögtönzött teremben, Gheorghe Asachi szervezésében, Salomon Gessner svájci és Jean-Pierre Claris de Florian  francia 18. századi írók egyfelvonásos pásztorjátékát Mirtil și Hloe (Mirtill és Kloé) címmel. Bukarestben 1819-ben játszottak először románul, Euripidész Hekabéját.
1832-ben Jászvásáron letelepedett francia színtársulat építtetett át egy házat színházzá egy bécsi építésszel. Ez volt az első állandó színház, Varieté Színház névvel, amelyben majd románul is játszottak, de főleg francia és német társulatok, valamint egy olasz is. Ezek közül egyesek le is telepedtek Jászvásáron.

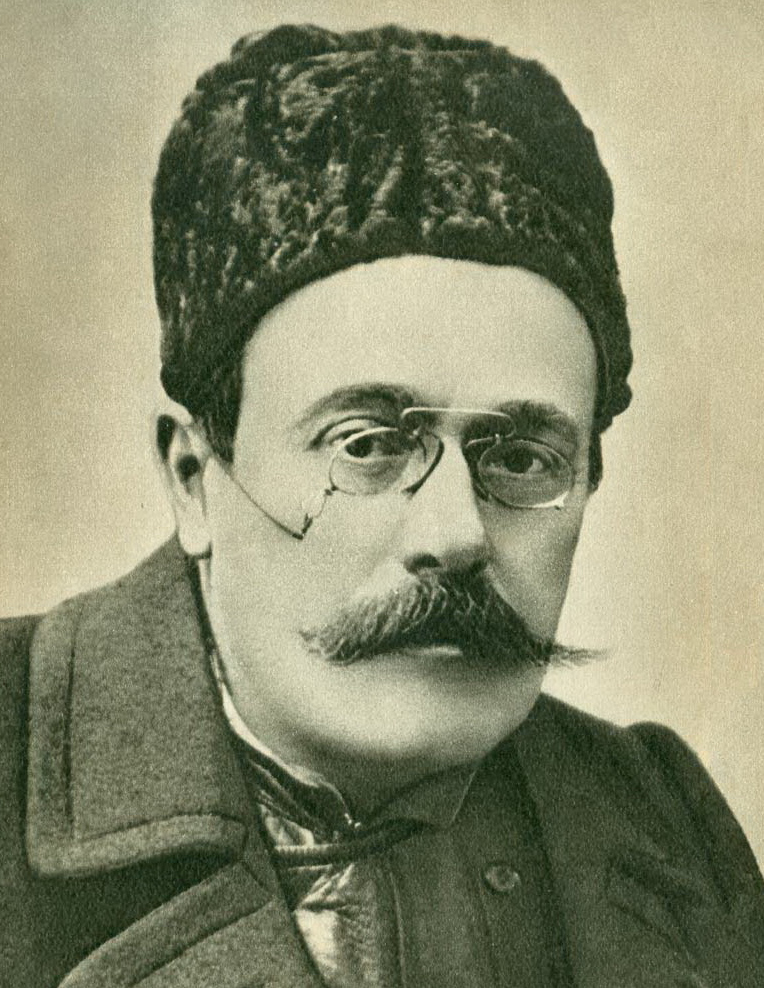
Ion Luca Caragiale

Az első eredeti román darabot, Dragoș, întâiul domn al Moldovei (Dragos, az első moldvai fejedelem), 1834-ben játszották el Mihail Sturza  fejedelem megkoronázása alkalmából. 1836-ban Asachi és Vasile Alecsandri megalakították a jászvásári Konzervatóriumot, ahol színészeket is képeztek, akik állandó színtársulatot hoztak létre, és románul játszottak. Alecsandri első darabját is a Varieté Színházban adták elő, 1840-ben. Rendezője Costache Caragiale  volt, aki híres színész is lett, Ion Luca Caragiale nagybátyja.
A színházi élet nem volt azonban teljesen szabad. Alecsandri forradalmi eszmékkel tért haza Franciaországból, és a színházat is fel akarta használni ezek terjesztésére. Ezért 1844-ben csak a cenzúra kivágásaival játszhatták Iorgu de la Sadagura (Sadagurai Iorgu) című darabját. 1845-ben a Varieté Színház a „Nemzeti Színház” nevet vette fel, de a következő évben ezzel a névvel társulata elhagyta az épületet és egy újba költözött, melyet a fejedelem adott át neki használatra. Itt mutatták be Alecsandri három Chirițáját Matei Millo  színésszel a főszerepben, aki nagyon híres lett. Ő volt az első román operett szövegének a szerzője is.
Bukarestben, bár ott is volt színtársulat, állandó színházat csak 1852-ben kapott egy bécsi építész tervezte palotában, melynek Nagy Színház lett a neve. Ezt 1864-ben átvette az állam, majd 1876-ban hivatalosan Nemzeti Színház lett.
1880 után I.L. Caragiale darabjai lettek a legjelentősebbek a román színjátszásban. Az író egy évig a Nemzeti Színház igazgatója is volt.
Jászvásáron az 1890-es években lebontották a városházát, hogy helyére építtessenek bécsi építészekkel új palotát az ottani Nemzeti Színháznak, melyet 1896-ban nyitottak meg.
A két világháború között Camil Petrescu és Mihail Sebastian voltak a legismertebb drámaírók.
Az 1950-es években a színházi élet vonalas voltára szovjet tanácsadók ügyeltek. A kommunista párt szemében szovjet darabok voltak az első helyen, a románok csak a másodikon. Nagyon sok háború előtti darab le volt tiltva, és azok helyett is, amelyek nem voltak letiltva, újkeletű, ún. szocialista realista darabokat preferáltak. Akkor alapítottak még kicsi ipari városokban is számos állami színházat, melyekből a 21. század első negyedében is sok megmaradt.
1965 és 1971 között engedett valamennyire a rendszer nyomása, egyes idegen nyugati darabokat, köztük Eugène Ionescoéit is be lehetett mutatni, de azután a kommunista nacionalizmus lett urrá a kultúrán. Az öncenzúra mellett kemény hivatalos cenzúra működött, a lejátszandó darabot be kellett adni ellenőrzésre a kommunista párt helyi bizottságának, és ha az jóváhagyta, premier előtt egy zsűri megtekintette, majd jóváhagyta vagy nem a rendezést. Ilyen körülmények között tehetséges rendezők, mint Vlad Mugur , Liviu Ciulei, Lucian Pintilie és Andrei Șerban  elhagyták az országot.

## Filmművészet
Romániában az első filmvetítés 1896-ban zajlott le Bukarestben. A következő évben egy francia fényképész készítette el az első filmhíradókat. Az első játékfilmet Grigore Brezeanu rendezte Dragoste fatală (Fatális szerelem) címmel, melyet 1911-ben mutattak be, majd ugyanaz a rendező megalkotta a következő évben az első történelmi filmet, a függetlenségi háborúról szóló Independența României (Románia függetlensége) címűt. 1921 Păcală pe lună (Păcală a holdon), az első román animációs film bemutatásának az éve. Ezt Aurel Petrescu készítette, akinek a többi filmje majdnem teljesen megsemmisült, de fennmaradt darabokon látni lehet, hogy az utolsók hangosak voltak. 1930-ban mutatták be az első hangosfilmet, Liviu Rebreanu Ciuleandra című regénye nyomán, de művészileg ez kudarc volt.
Az 1950-es években a filmművészet anyagi háttere jól kifejlődött a Buftea helységben megépített világszínvonalú stúdiókkal és kiterjedt országos filmszínházhálózattal. Ugyanakkor megalapították az egyetemi szintű képzést a különféle filmes szakmák részére, azonban az akkori román filmek kevés művészi értéket mutattak, mivel inkább a kommunista propaganda eszközei voltak. Mégis, a kevés nem ilyen jellegű film közül az egyik nemzetközi elismerést is elért. 1957-ben a Scurtă istorie (Rövid történelem), Ion Popescu-Gopo rendező animációs filmje magkapta a Cannes-i Nemzetközi Filmfesztiválon a legjobb rövidfilmnek járó Arany Pálma díjat.
A viszonylagos liberalizáció éveiben még néhány filmnek volt nemzetközi sikere:
- 1965 – Pădurea spânzurațior (Akasztottak erdeje) (Liviu Rebreanu regényének megfilmesítése) – Liviu Ciulei rendező – a legjobb rendezés díja a cannes-i fesztiválon;
- 1966 – Răscoala (A felkelés) – (Liviu Rebreanu regénye nyomán) – Mircea Mureșan (wd) rendező – a legjobb első alkotás díja a cannes-i fesztiválon;
- 1969 – Cântecele Renașterii (A reneszánsz énekei) – Mirel Ilieșiu rendező – rövidfilmek nagydíja a cannes-i fesztiválon.

Még az 1980-as években is volt két nemzetközi siker:
- 1983 – Bătrânețe (Öregség) – Cornel Diaconu rendező – a Bilbaoi Dokumentum- és Rövidfilmek Nemzetközi Fesztiváljának nagydíja;
- 1986 – Pas în doi (Pasodoble) – Dan Pița (wd) rendező – a Berlini Nemzetközi Filmfesztivál elismerése.

1990 után az idősebb rendezők közül nemzetközi elismerést nyertek:
- 1992 – Hotel de lux (Luxusszálloda) – Dan Pița – Ezüst Oroszlán díj a Velencei Nemzetközi Filmfesztiválon;[15]
- 1998 – Terminal paradis (Mennyország végállomás) – Lucian Pintilie rendező – a zsűri különdíja a velencei fesztiválon.[16]

A 2000-es években új tehetséges rendezőnemzedék nőtt fel, mely filmjeinek értékét számos fesztiváldíjjal ismerték el. Néhány példa csak a legkiemelkedőbb egész estét betöltő filmek közül:

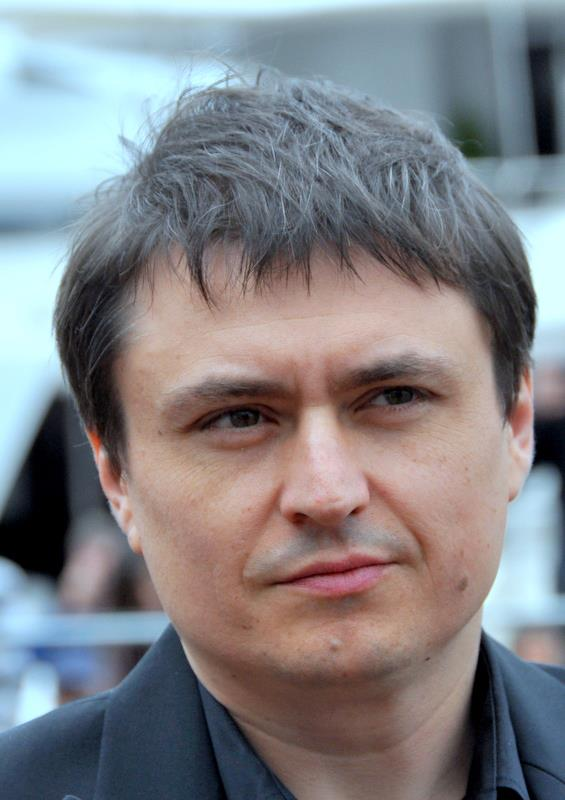
Cristian Mungiu

- 2005 – Moartea domnului Lăzărescu (Lăzărescu úr halála) – Cristi Puiu (wd) – Un certain regard díj a cannes-i fesztiválon;[17]
- 2006 – A fost sau n-a fost? (Az volt-e vagy sem?) – Corneliu Porumboiu (wd) – Arany Kamera díj a cannes-i fesztiválon;[18]
- 2007 – 4 luni, 3 săptămâni, 2 zile (4 hónap, 3 hét, 2 nap) – Cristian Mungiu – Arany Pálma díj a cannes-i fesztiválon;[19]
- 2007 – Nesfârșit (Végtelen) – Cristian Nemescu (wd) – Un certain regard díj;[19]
- 2010 – Eu când vreau să fluier, fluier (Én, ha fütyülni akarok, fütyülök) – Florin Șerban (wd) – a zsűri nagydíja a Berlini Nemzetközi Filmfesztiválon;[20]
- 2015 – Aferim! – Radu Jude (wd) – Ezüst Medve díj a legjobb rendezőnek a berlini fesztiválon;[21]
- 2018 – Nu mă atinge-mă (wd) – Adina Pintilie – Arany Medve a berlini fesztiválon.[22]

2002 óta Kolozsvár is nemzetközi filmfesztiválok helye lett. Itt zajlik le évente a Transilvania International Film Festival (Transzilvánia Nemzetközi Filmfesztivál), a Comedy Cluj nemzetközi filmvígjáték fesztivál, és a Serile filmului gay (A Meleg film estéi) nemzetközi filmfesztivál.
A bufteai filmstúdió komplexum Castel Film Studios néven sok külföldi film forgatására nyújt anyagi hátteret és műszaki személyzetet.

## Zene

### Komolyzene
A románok lakta térségben a nem folklórhoz tartozó zene az ortodox templomokban jelent meg ének alakjában a 10. században. Ez a szertartásokhoz tartozott, bizánci eredete volt, és eleinte görögül, majd az óegyházi szláv nyelven művelték. Az utóbbi a 14. században lett hivatalos az egyházban. Ennek az éneknek megvoltak a bizánci zene vonásai, és valamennyire hatott rá a román zenei folklór is. A kolostorok voltak azok a művelődési központok, ahol tanították, és a jelentősebbek saját énekstílust dolgoztak ki. A legrégebbről fennmaradt bizánci énekes dokumentum a 10–12. századból, jászvásári központból származik. Az első ismert szerző a putnai kolostorban a 15. században élt Ioasaf, a Megcsalattatott Ádám énekével. Ebben a kolostorban tevékenykedett ennek központi figurája, Eustație is, az első jelentős román zeneszerző, akitől a 16. század elején alkotott Énekes-könyv származik. A 15-től a 17. századig folyamatosan áttértek a templomi énekben a román nyelvre.
Dimitrie Cantemir többek között zenével is foglalkozott. Könyveket írt a török zenéről, eredeti hangjegyzési rendszert dolgozott ki a lejegyzésére, és maga is szerzett és előadott török stílusú zenét. Moldva leírása című művében arról is ír, hogy az udvari lakomákon moldáv és görög énekesek adtak elő templomi énekeket mindegyik a maga nyelvén, azután pedig keresztény és török zene hangzott.
A világi műzene nyugatról került nemcsak Erdélybe, hanem a Kárpátokon túlra is, főleg a fejedelmek udvari mulatságaiba. A 18. században és a 19. elején, amikor konstantinápolyi görögök voltak a fejedelmek, ezek kíséretükkel együtt keleti világi zenét honosítottak meg udvarukon és a bojárok szalonjaiban. A 19. század közepe felé a keleti zenével egyrészt a nyugati hatás, másrészt a falusi zenei folklórból való merítés versengett. Mindhárom stílus keveréke jól nyilvánul meg Anton Pann énekes-könyveiben. Ebből is lett városi zenei folklór.
A 19. században a nemzeti öntudat ébredésével egybekötve nyilvánult meg a városi progresszív körök érdeklődése a parasztzene, de a városi folklór iránt is. Ekkor vette kezdetét a népdalfeldolgozás, szalonokban játszott kis zongoraművekben, és füzetekben lekottázva. Idegen eredetű zenészek figyeltek fel a román falusi és városi folklór jellegzetességeire, valamennyire feldolgozva és kiadva ilyen zenét. Egyikük a német származású Johann Andreas Wachmann volt. Bukarestben telepedett le, ahol ő is kezdeményezte a Zenei Konzervatórium megalapítását (1851), és ennek igazgatója is lett, majd 1852 és 1858 között a bukaresti Nemzeti Színházé. Ő komponálta az első román operát Vitéz Mihály a călugăreni csata előtt címmel, melyet 1848-ban mutattak be, és népdalok gyűjteményét adta ki négy füzetben.

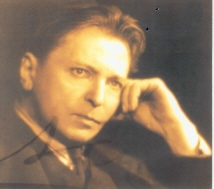
George Enescu

Nyugati művészek is turnéztak a román fejedelemségekben, köztük Liszt Ferenc, aki Jászvásáron zenei dialógusba bocsátkozott Barbu Lăutaruval, a kor leghíresebb muzsikusával.
Alexandru Flechtenmacher, egy erdélyi szász eredetű, Jászvásáron letelepedett zenész komponálta az első román operettet Matei Millo színész szövegére, Vasile Alecsandri vígjátékainak zenei darabjait, valamint hazafias énekeket, mint például az Egység hórája (1856) címűt, Alecsandri versére, amely a fejedelemségek egyesülésének a pártján állók himnusza lett, és utólag is népszerű maradt. Ezek a zenék mind népzenei ihletésűek.
Elsőként komponált szimfonikus zenét George Stephănescu , nyugaton is zenei tanulmányokat végzett zeneszerző: az A-dúr szimfóniát és a Nemzeti nyitányt.
Fontos oldala a román zenei spektrumnak a szintén népdalon alapuló kóruszene, mely kezdeményezője Gavriil Musicescu  (1847–1903) volt. Egy másik kezdeményező Iacob Mureșianu volt, aki elsőként komponált román oratóriumot.
A 19. század második felében nagyon népszerű volt, és máig a nagyközönség által a legismertebbek között van Ciprian Porumbescu , aki sokat merített a zenei folklórból. Leghíresebb műve a Ballada hegedűre és zongorára.
Az egyetlen nemzetközi szinten is elismert román zeneszerző George Enescu (1881–1955), virtuóz hegedűs és zongoraművész, valamint karmester és zenepedagógus, többek között Yehudi Menuhin egyik tanára. A legnépszerűbb alkotásai a fiatalkorában komponált két Román rapszódia. Románia és Franciaország között osztotta meg életét, de az Amerikai Egyesült Államokban is dirigált. 1936-ban mutatták be sikerrel Párizsban Oidipusz című operáját, amely azután feledésbe merült. Romániában csak 1958-ban mutatták be, ahol sikeres maradt a rendszeresen megrendezett „George Enescu” Nemzetközi Zenei Fesztiválok révén. Az 1990-es években kezdték bemutatni több nyugat-európai országban és az Egyesült Államokban.
A „George Enescu” fesztiválon kívül Kolozsváron is tartanak évente nemzetközi klasszikus zenei fesztivált, a Kolozsvári Zenei Őszt.
Nagyobb nemzetközi elismerést nyert több román előadóművész, mint zeneszerző. Ilyenek Dinu Lipatti  (1917–1950) és Radu Lupu  (1945–2022) zongoraművészek, Sergiu Celibidache  (1912–1996) és Ionel Perlea  (1900–1970) karmesterek, Ileana Cotrubaș  (sz. 1939) és Angela Gheorghiu (sz. 1965) operaénekesek.

### Könnyű zenei műfajok
A román könnyűzene története a 19. század közepéig megy vissza, amikor nyugati románcok, keringők és egyéb táncok hatoltak be a városi folklórba, majd román zeneszerzők is komponálni kezdtek ilyeneket. A két világháború között a tangó jött divatba, majd a dzsessz hatása mutatkozott a foxtrottban. A második világháború után a bossa novából és a rumbából merítettek a zeneszerzők.
Az 1960-as években Romániában is megjelent a rock, de ezt már nem nevezték a román muzică ușoară (könnyűzene) terminussal, mivel ennek ellentéteként jelentkezett. Híres volt, és nem merült feledésbe az akkoriban Temesváron megalakult Phoenix együttes. Jelenleg a Transsylvania Phoenix néven működik.
A rock-kal együtt jelent meg Romániában, ugyancsak mint az ún. könnyűzene ellentéteként, a folkzene, melyet egyébként a Phoenix is művelt, és népszerű maradt.
Minden nyugaton is jelenlévő könnyű zenei műfaj jelen van Romániában. Nagy visszhangja van az Eurovíziós Dalfesztiválnak, amely előtt minden évben megrendezik a Nemzeti Válogatót.

## Képzőművészet

### Festészet
Az első románok által készített képzőművészeti alkotások a bizánci művészet szabályai szerint templomok belső falaira festett freskók voltak. A legrégebbről fennmaradtak (14. század) az egy ideig Havasalföld fejedelmi székhelyéül szolgáló Curtea de Argeș város fejedelmi templomában találhatók, de a legérdekesebbek a bukovinai Voroneț, Moldovița és Sucevița kolostorok templomainak a festett külső falai a 16. századból. Mindezek festői ismeretlenek. Az első ismert román festő a 15. században élt Gavril Uric, akinek egy, a négy evangéliumot tartalmazó könyv illusztrációi maradtak fenn.
A világi tárgyú festészet a 18. század második felében jelent meg nyugati hatásra. Templomi festők ilyen képeket is elkezdtek festeni vászonra, főleg arcképeket. Az első ilyen román festő a moldvai Scarlat Sturdza volt, aki egy görög szerzetes képét festette meg. Csoportképeket is, valamint világi könyvek illusztrációit is alkották ilyen festők. Egyikük, Eustatie Altini (1772?–1815) volt az első, aki tanulmányokat végzett Nyugaton, a Bécsi Akadémián, bevezette a neoklasszikus stílust a moldvai, majd a havasalföldi vallásos festészetbe is, és festészetet tanított a bukaresti Fejedelmi Akadémián. Külföldi festők is eljöttek a román fejedelemségekbe, ahol egyesek le is telepedtek, és román tematikájú műveket alkottak, eleinte főleg portrékat és családi képeket bojárok megrendelésére. 1835-ben Gheorghe Asachi festészeti osztályt létesített a jászvásári Fejedelmi Akadémián, ahová több külföldi festőt hívott tanítani. Egyikük, Ludovic Stawski, túllépett a portréfestészeten, és megfestette 1842-ben Jászvásár panorámáját, mindenféle társadalmi réteghez és foglalkozáshoz tartozó alakokkal. Barabás Miklós (1810–1898) magyar festő két évet élt Bukarestben. Carol Wahlstein a bojárok még keleti öltözetében festette meg önarcképét, de ő volt az első történelmi témájú festmények megalkotója is, három Vitéz Mihállyal kapcsolatos alkotással.
Az 1848-as forradalmi mozgalmak nyomán megújult a román festészet. Három festő, köztük a Pesten született Constantin Daniel Rosenthal , részt is vett a havasalföldi mozgalomban, és alkotásaik tematikája történelmi és forradalmi, mely a nemzeti öntudat ébresztésére volt hivatott. Ekkor már a nyugati stílus uralta a festészetet, viszont a román festészetben a romantika nem követte a neoklasszicizmust ennek ellentéteként, hanem a kettő együtt nyilvánult meg, olykor egyazon festőnél.
A '48-as festők és az utánuk következők már mind Nyugaton végeztek tanulmányokat. Gheorghe Tattarescu  templomi festőként kezdte, de azután Romában tanult, és az akadémizmus követője lett neoklasszicista alkotásaival. Egyike volt az 1864-ben Bukarestben alapított Szépművészeti Iskolának is. A Kolozsváron született és Bukarestben letelepedett Szathmáry Pap Károly ellentéte volt Tattarescunak romantikus akvarelljeivel, melyeken hűen festett le tájakat, falusi jeleneteket és parasztok portréit. Európai szintre Theodor Aman  emelte a román festészetet, aki a Szépművészeti Iskola másik alapítója volt. Bár művészetét az akadémizmus uralta, szintézisét sikerült elérnie az addigi Romániában létező irányzatoknak.

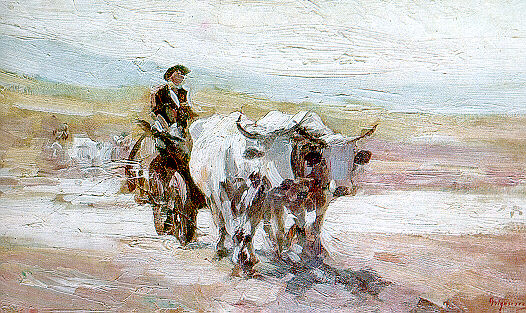
Ökrösszekér, Nicolae Grigorescu festménye

Nicolae Grigorescu az, aki forradalmasította a román festészetet. Párizsban tanult, ahol szakított az akadémizmussal, és a barbizoni iskolát követte. Falusi életképeket, tájképeket, parasztlányok és a függetlenségi háborúban (1877–1878) harcoló katonák portréit festette, de csatajelenetet is a háborúból. Őt követték Ion Andreescu és Ștefan Luchian a 19. század végén és a 20. elején. Ez utóbbi megismerte Párizsban az impresszionizmust, de nem követte, amint az újabb irányzatokat sem, hanem saját stílust dolgozott ki. Egyéb a kor szellemében alkotó, de eredeti festők voltak a 20. század első felében Gheorghe Petrașcu , Theodor Pallady  és Nicolae Tonitza .
A kubizmusnak, az absztrakt festészetnek is voltak képviselői a román festészetben, de kevésbé ismertek az előzőeknél. Jelentősebb egészen modern festő volt Ion Țuculescu  (1910–1962), aki főfoglalkozását tekintve mikrobiológus és orvos volt, nem folytatott festészeti tanulmányokat, és halála utánig kívül esett az elfogadott művészek köréből, de azután nagyon eredeti expresszionistaként tartották számon.

### Szobrászat

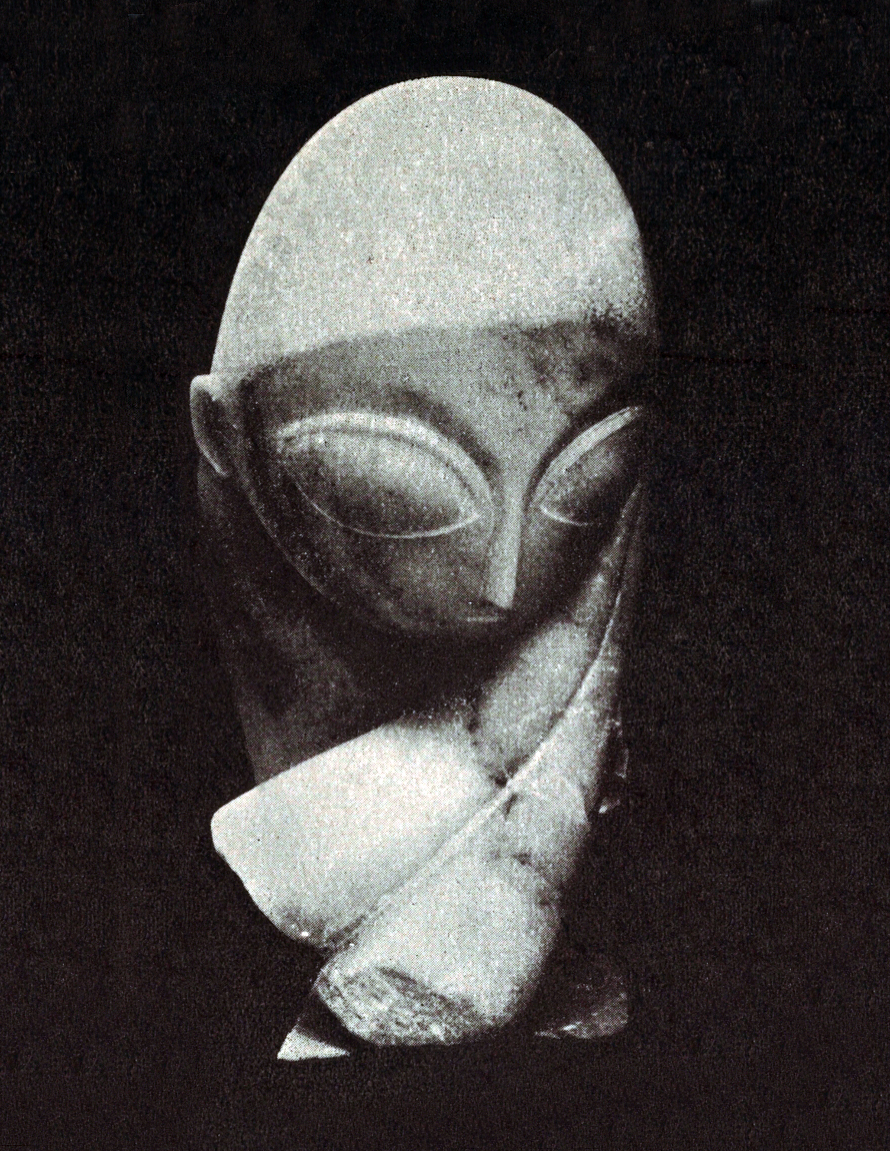
Pogány kisasszony, Constantin Brâncuși szobra

A 19. század közepéig a románoknak nem volt tulajdonképpeni szobrászatuk. Román tematikával is foglalkozó első szobrász az 1849-ben Bukarestben letelepedő német Karl Storck  volt, aki neoklasszicista stílusban alkotott. A Szépművészeti Iskolában ő tanította a szobrászatot az első román szobrászoknak.
Két jelentős szobrász a 20. század első felében tűnt fel. Mindkettő távol állt az akadémizmustól, de egymástól is. Az első Dimitrie Paciurea  volt, aki mitikus khimairáival tűnt ki, de ő nem vonult be az összeurópai művészet körforgásába, ellentétben Constantin Brâncuși-al (1876–1957). Ez utóbbi eredeti, egyszerű, lényegre törő stílusával nemzetközi szintű horderővel újította meg a szobrászatot. Alkotásai, közöttük a Csodamadár, Alvó múzsa és Pogány kisasszony sorozatai már az első világháború előtt nagyon népszerűek lettek, és azok is maradtak. A Zsilvásárhelyen alkotott szoboregyüttese is, a Csend asztalával, a Csók kapujával és a Végtelen oszloppal világhírű lett.

## Építészet

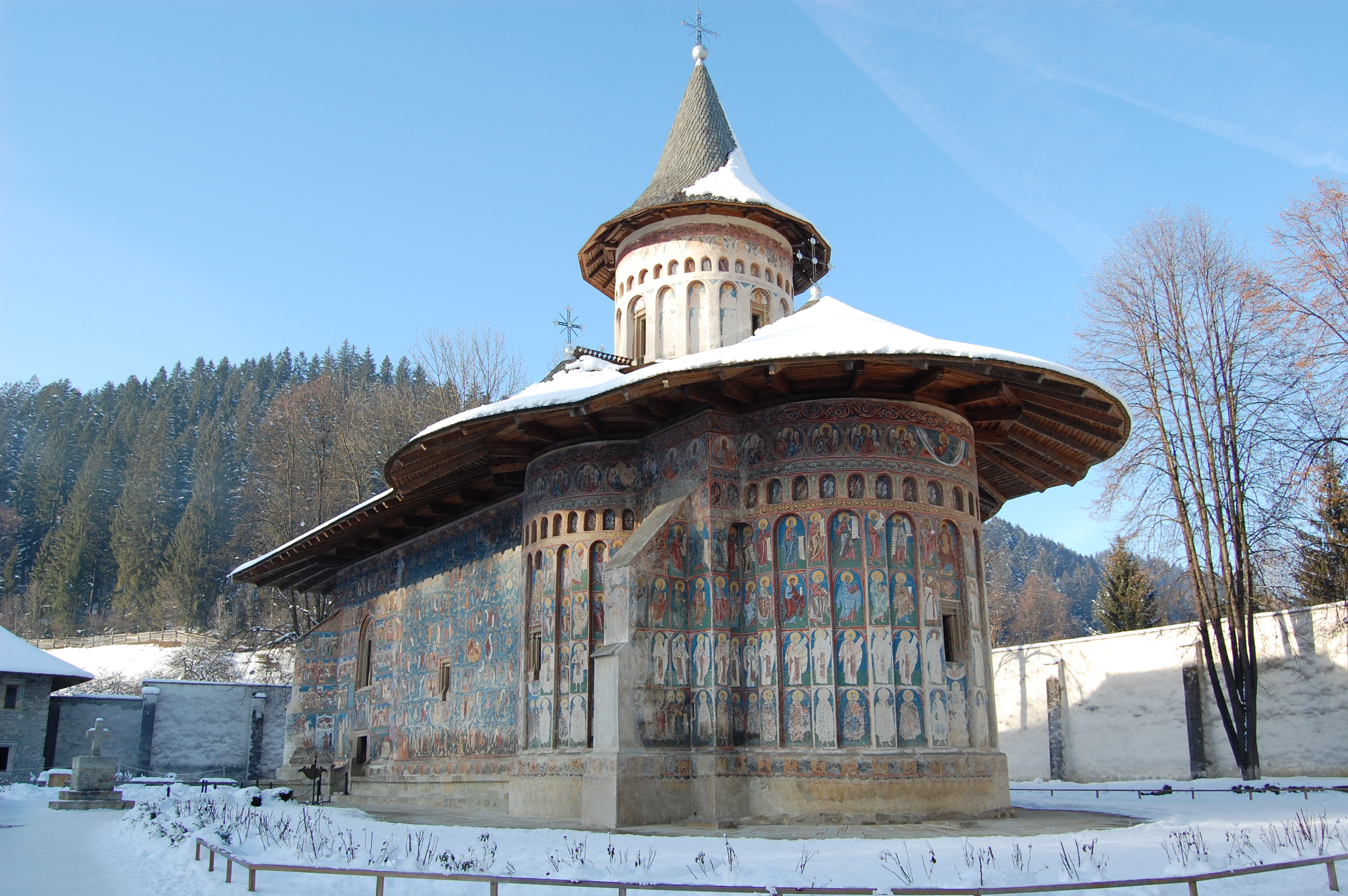
A voroneți kolostor temploma

Sajátos román stílust a 15. századtól kezdve épült templomok építészetében lehet tapasztalni Moldvában és Havasalföldön. Ez tulajdonképpen a helyi falusi faépületek stílusának a bizánci és a gótikus stílussal való ötvözetét képezi, és éppen ebben áll az eredetisége. Tovább használva ennek a stílusnak az elemeit, a 16. században épült észak-moldvai kolostorok templomai hozzáadtak olykor reneszánsz elemeket is, de legjelentősebb újdonságuk a gazdagon festett külső falak voltak. E templomok szépségét és eredetiségét ismerte el az UNESCO, amikor nyolcukat felvette a Világörökségi helyszínek listájára.
Más stílust alkalmaztak Havasalföldön ugyanabban a században. Ennek legjelentősebb példája a Curtea de Argeșben épült püspöki templom. Alapstílusa a bizánci, gazdag kőfaragások díszítik, és találhatók benne a kaukázusi és az arab építészet elemei is, melyeket előbb a török építészet foglalt magába, és Havasalföldre a templom építésében részt vevő isztambuli mesterek hoztak magukkal.
A 17. században már nem festették a templomok külső falait, de néhány temploméit csipkére emlékeztető kőfaragások díszítik. Ilyen Jászvásáron a Trei Ierarhi-templom. Ezen találhatók az iszlám művészetből, az örmény és grúz művészetből származó elemek, melyek harmonikusan illeszkednek egymásba, de felismerhető benne barokkos díszítő emfázis is.
A 17. század végén újabb román eklektikus stílus jelent meg, a Constantin Brâncoveanu-féle. Ebben a bizánci mellett a kései reneszánsz és a barokk stílus elemei is felfedezhetők. Hűen képviseli ezt a horezui kolostor, mely szintén szerepel az UNESCO Világörökségi helyszínek listáján. Ezt a stílust alkalmazták még a 18. században is.
A 19. században már főleg külföldi építészek tervezték a fontos épületeket, ottani stílusokat honosítva meg a román fejedelemségekben. Románok is elkezdtek építészetet tanulni külföldön, majd a fejedelemségekben is indult építészképzés. Főleg a század vége felé készült el Bukarestben több országos fontosságú intézmény épülete neoklasszicista stílusban, majd a francia iskola eklektikus stílusában, mint például a Nemzeti Bank épülete. Ezek és egyéb nyugati stílusok mellett egy ún. neoromán stílus is élt, melyet Ion Mincu kezdeményezett. Építészeti iskolája újra alkalmazta főleg a Brâncoveanu-stílus elemeit, például Bukarest városházának épületében.
A 20. században is voltak megnyilvánulásai jellegzetesen román stílusú építészetnek. Példa erre a temesvári román ortodox székesegyház, mely az észak-moldvai templomok elemeit használta fel.
A kommunista rendszer éveiben jellegtelen panelházakból álló városnegyedek szaporodtak el. Csak 1989 után fejezték be az azelőtt Casa Poporului/Republicii (A Nép/Köztársaság Háza) néven épülő, ma Palatul Parlamentului (A Parlament Palotája) néven ismert épületet, amely Ceaușescu megalomániáját tükrözi. Építészeti szempontból a neoklasszicizmus és a szocialista realizmus keveréke. Azon kívül hogy a román parlament két házának ad otthont, turisztikai érdekesség is lett mint a világ második legnagyobb középülete, a világ legdrágább középülete és a világ legsúlyosabb épülete.

## Galériák

### Kulturális személyiségek

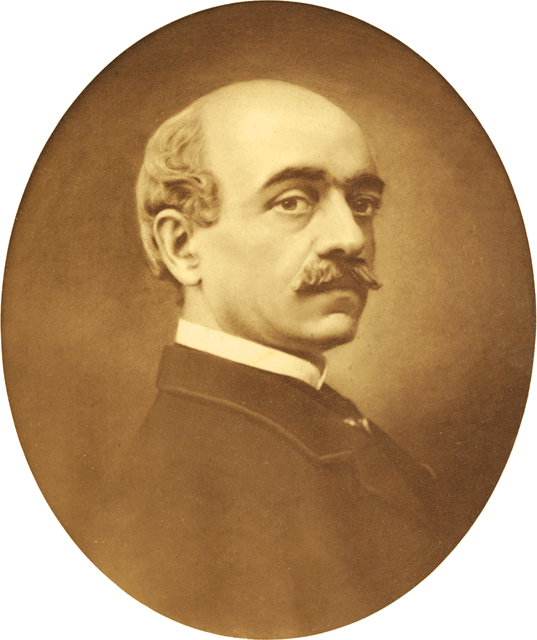
Vasile Alecsandri
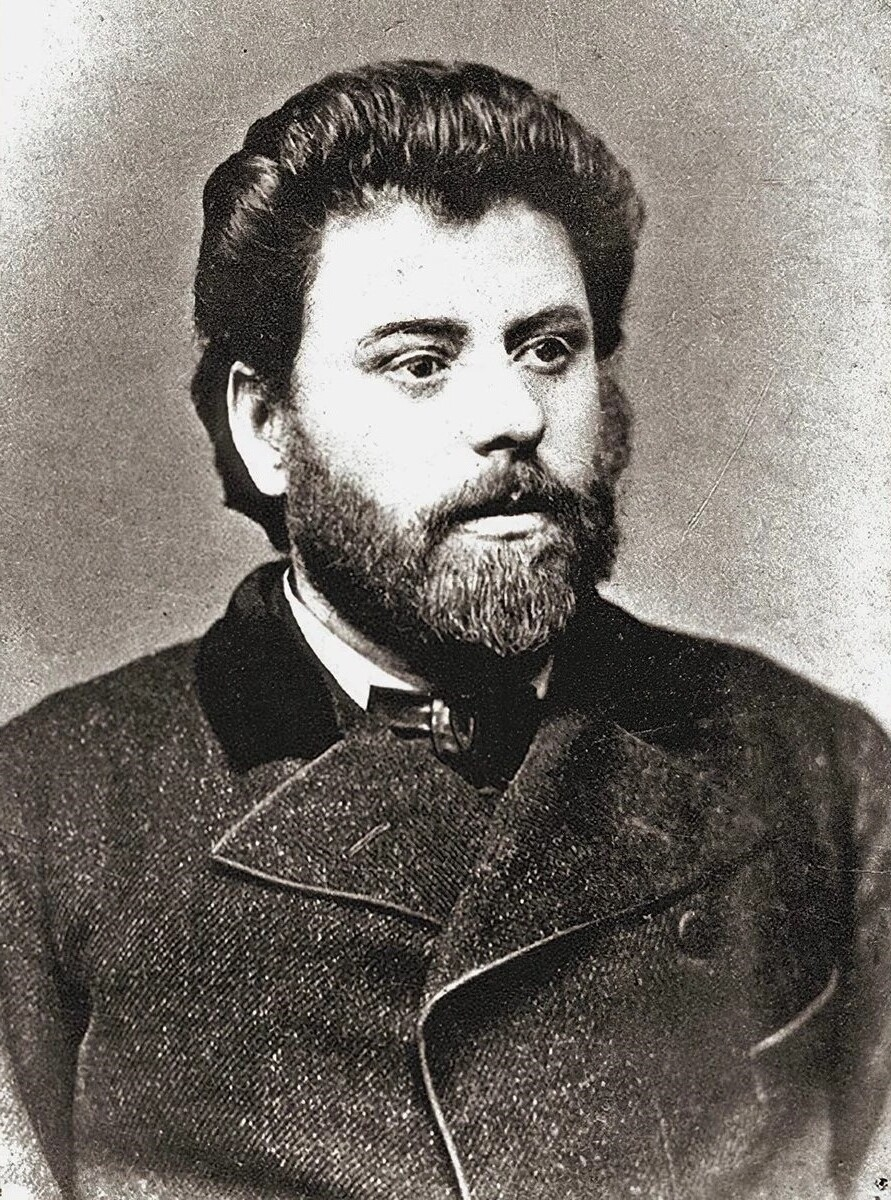
Ion Creangă
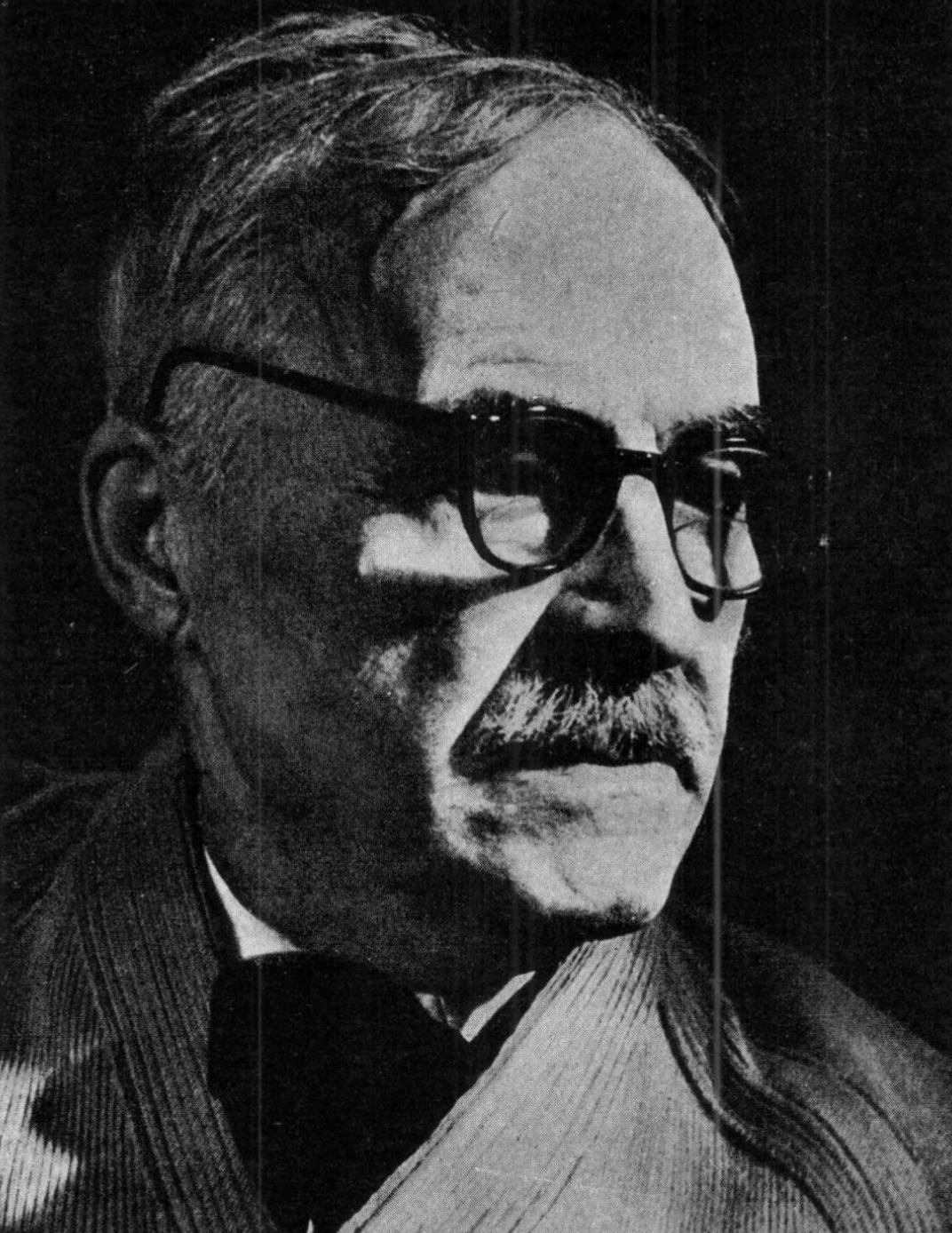
Tudor Arghezi
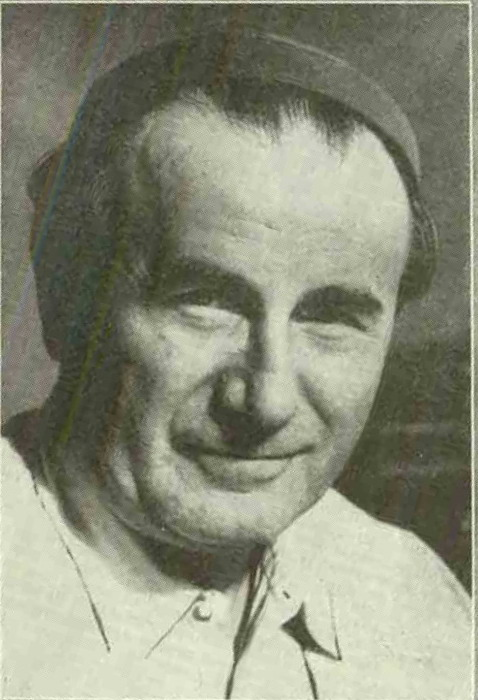
Camil Petrescu
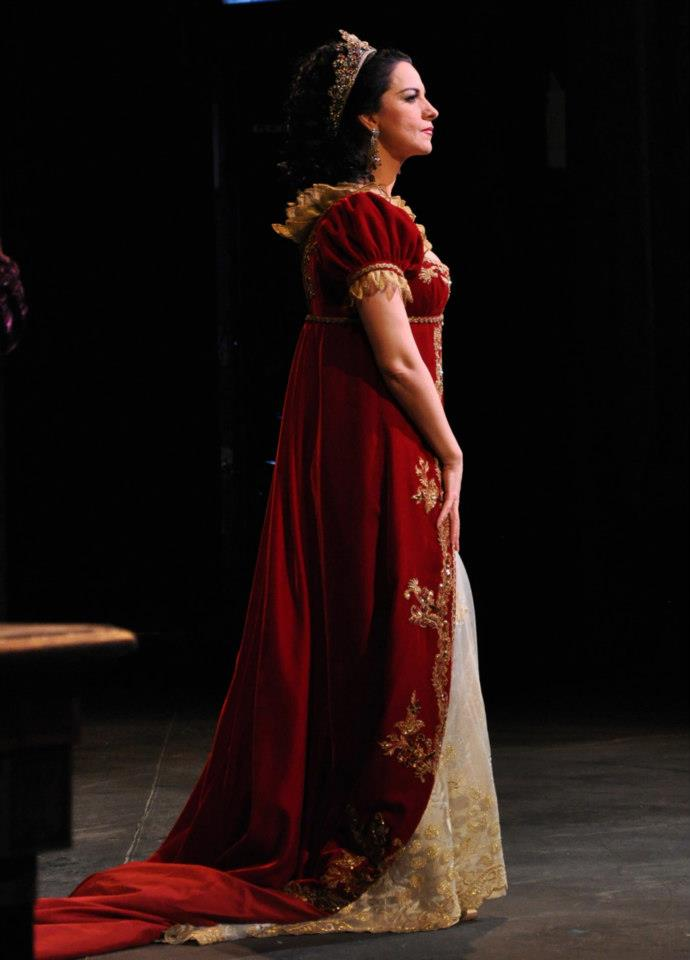
Angela Gheorghiu

### Képzőművészet és építészet

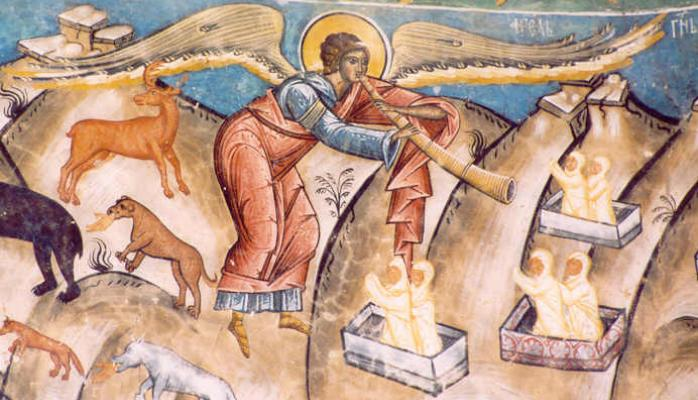
A végítélet angyala a voroneți kolostor templomának külső falán
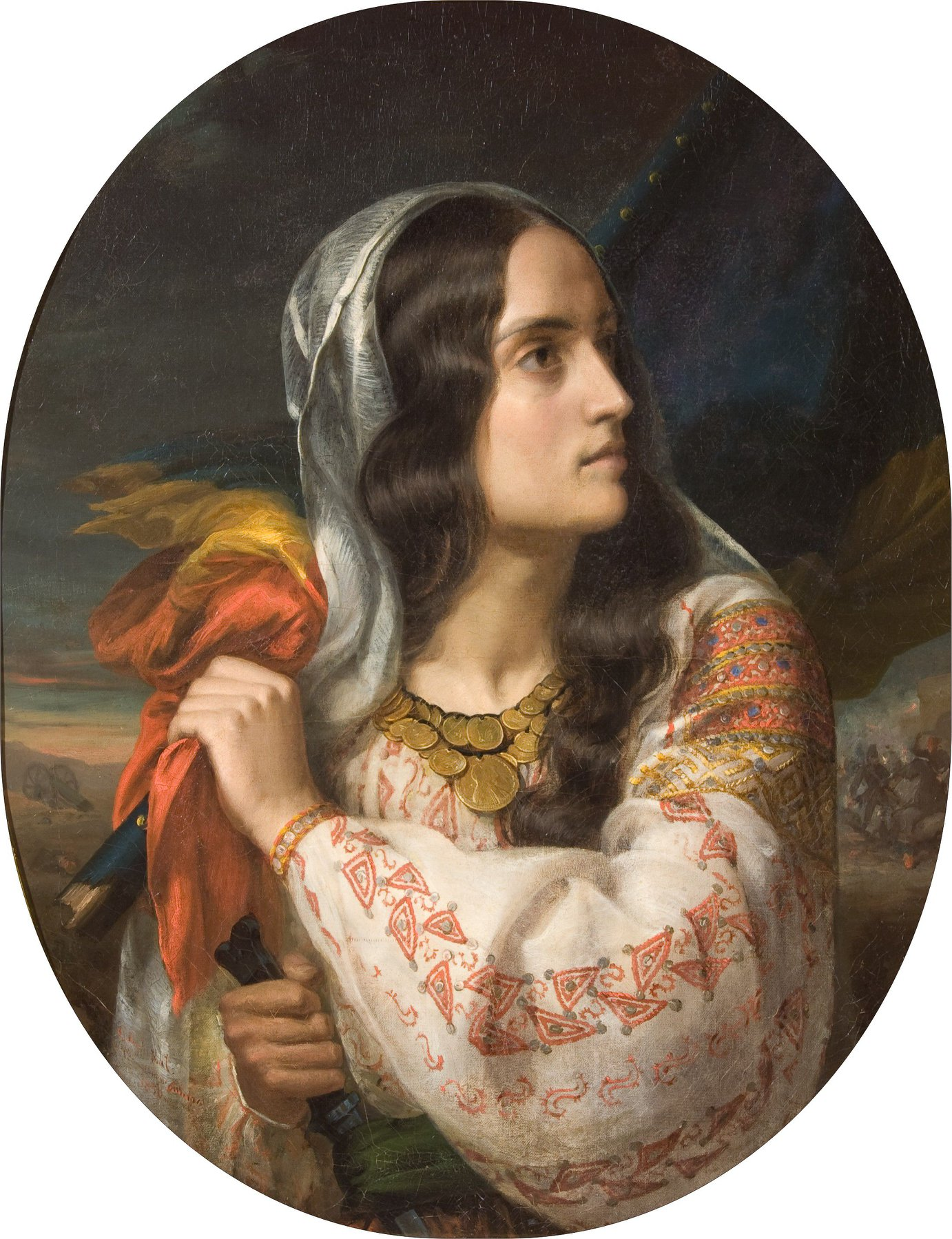
Forradalmi Románia, Constantin Daniel Rosenthal festménye
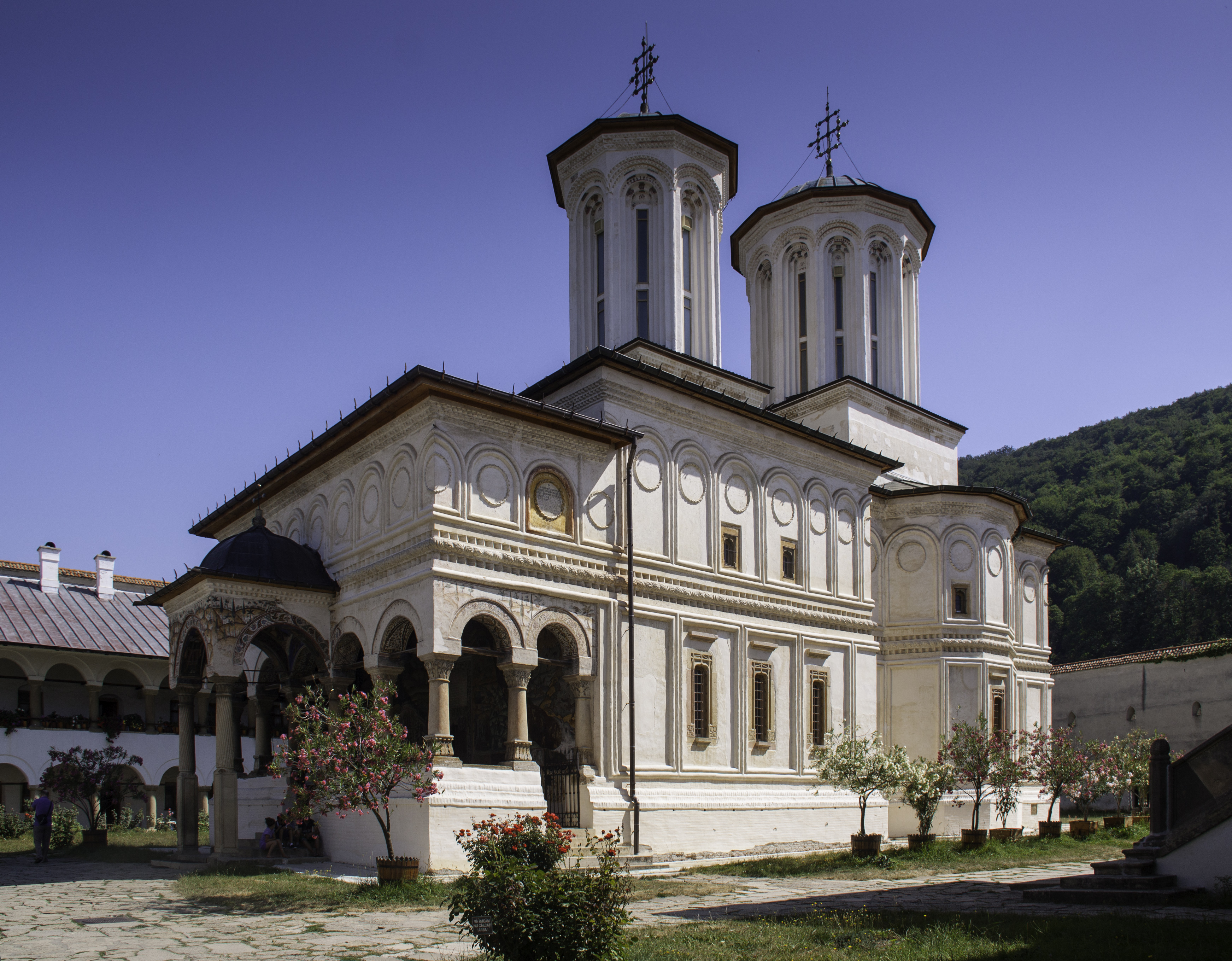
A horezui kolostor temploma